# Virgen de la pantalla de mimbre
La Virgen de la pantalla de mimbre, o Virgen ante una chimenea o incluso « Virgen Salting » es un cuadro atribuido al pintor del primitivo flamenco Robert Campin (1378-1444) conocido como el « Maestro de Flémalle », o a uno de los miembros de su taller. Pintado al temple sobre tabla, de 63,4 × 48,5 cm, fue realizado entre 1425 y 1430 y legado en 1910 por el coleccionista australiano George Salting (1835-1909) a la National Gallery de Londres, Reino Unido, donde continua expuesto actualmente.

## Composición
La Virgen está sentada sobre un banco de madera, ante una chimenea, en un acomodado interior burgués del siglo XV. Está protegida de las llamas de la chimenea por una pantalla de mimbre, representación naturalista que sirve para sugerir la tradicional aureola, y parece haber terminado de amamantar al Niño Jesús que mantiene sobre sus rodillas. Está representada como Reina de los Cielos en su palacio. Su vestido ricamente adornado, el libro abierto detrás de ella, el cojín de terciopelo rojo y el parqué en damero evocan riqueza y esplendor. Contrasta con el Niño, que a la manera gótica es representado desnudo, para subrayar su humanidad.
La escena sacra se integra en un interior profano, una novedad del arte flamenco contemporáneo que buscando el verismo abandonó los fondos dorados, las aureolas, la planitud y la perspectiva jerárquica del arte medieval. No obstante, el realismo con el cual el interior es plasmado en torno a la Virgen no excluye el recordatorio de conceptos religiosos ni la presencia de símbolos. El libro de oraciones abierto detrás alude a la Anunciación. Los leones tallados sobre el reposabrazos del banco recuerdan el Trono de Salomón, como es descrito en el primer libro de los Reyes. Incluso el taburete triangular probablemente aluda a la Trinidad (Padre, Hijo y Espíritu Santo) o al ciclo del Tiempo: Pasado, la esquina en sombra, Presente, la esquina iluminada, y Futuro, la esquina ocultada por el banco. La materialidad casi excesiva de las carnes y las telas, así como un cierto volumen de la composición, son características de la obra madura del pintor.
La ventana se abre a un paisaje urbano tratado con una gran precisión en el cual se reconocen las típicas casas con hastiales de las ciudades del norte de Europa, de los tejados escalonados, una torre de iglesia más lejos, varias tiendas alineadas y personajes que evocan la animación de las calles: hombres a caballo y a pie, así como varios con una escalera reparando un tejado. Se trata de una abertura al mundo real. Todos estos detalles realistas no son visibles a simple vista, hay que acercarse mucho a la obra para captarlos. 
La tabla sufrió una restauración chapucera en algún momento del siglo XIX. Una tira ancha a la derecha y una estrecha en la parte superior fueron añadidas, retirando las originales dañadas, tal vez por un fuego. La repisa de la chimenea, mimbre, brazo, cabello y suelo de ese lado fueron repintados con una evidente menor calidad y además la pintura añadida ha amarilleado con el tiempo. El mueble a la derecha con un cáliz es otra adición del momento, pero en este caso es poco probable que refleje un mueble existente en la obra original.
Además, el dueño, muy pudoroso, ordenó tapar con más tela blanca los genitales del Niño, visibles entre sus piernas escuálidas, repinte que fue retirado en el siglo XX.